# Beaufort (Nord)
Beaufort település Franciaországban, Nord megyében. Lakosainak száma 1008 fő (2022. január 1.). Beaufort Louvroil, Wattignies-la-Victoire, Damousies, Éclaibes, Ferrière-la-Grande, Floursies, Hautmont és Limont-Fontaine községekkel határos.

## Népesség
A település népességének változása:
| Lakosok száma | 970  | 972  | 1001 | 1000 | 1013 | 1014 | 1013 | 1024 | 1008 |
|               | 2013 | 2015 | 2016 | 2017 | 2018 | 2019 | 2020 | 2021 | 2022 |